# Alpenbühel
Alpenbühel är ett berg i Österrike. Det ligger i distriktet Spittal an der Drau och förbundslandet Kärnten, i den centrala delen av landet. Toppen på Alpenbühel är 1 643 meter över havet.
Närmaste större samhälle är Spittal an der Drau, 7,8 kilometer öster om Alpenbühel.
I omgivningarna runt Alpenbühel växer i huvudsak skog.